# Brinkley (Arkansas)
Brinkley es una ciudad en el Condado de Monroe, Arkansas, Estados Unidos. Para el censo de 2000 la población era de 3.940 habitantes.

## Geografía
Brinkley se localiza a 34°53′25″N 91°11′30″O / 34.89028, -91.19167. Según la Oficina del Censo de los Estados Unidos, la ciudad tiene un área de 15,4 km², de los cuales 14,2 km² corresponde a tierra y 1,2 km² a agua (7,59%).
La ciudad se encuentra entre Little Rock y Memphis (Tennessee). También se encuentra cerca del Cache River National Wildlife Refuge (Refugio Nacional de Vida Silvestre del Río Cache) donde en febrero de 2004 el carpintero real fue redescubierto luego de haber sido considerado extinto por más de 60 años.

## Demografía
Para el censo de 2000, había 3.940 personas, 1.543 hogares y 972 familias en la ciudad. La densidad de población era 255,8 hab/km². Había 1.731 viviendas para una densidad promedio de 122,0 por kilómetro cuadrado. De la población 49,09% eran blancos, 49,05% afroamericanos, 0,18% amerindios, 0,30% asiáticos, 0,05% isleños del Pacífico, 0,30% de otras razas y 1,62% de dos o más razas. 1,12% de la población eran hispanos o latinos de cualquier raza.
Se contaron 1.543 hogares, de los cuales 31,8% tenían niños menores de 18 años, 39,5% eran parejas casadas viviendo juntos, 20,8% tenían una mujer como cabeza del hogar sin marido presente y 37,0% eran hogares no familiares. 33,7% de los hogares eran un solo miembro y 15,8% tenían alguien mayor de 65 años viviendo solo. La cantidad de miembros promedio por hogar era de 2,48 y el tamaño promedio de familia era de 3,23.
En la ciudad la población está distribuida en 31,0% menores de 18 años, 8,4% entre 18 y 24, 22,4% entre 25 y 44, 20,7% entre 45 y 64 y 17,4% tenían 65 o más años. La edad media fue 36 años. Por cada 100 mujeres había 81,5 varones. Por cada 100 mujeres mayores de 18 años había 73,5 varones.
El ingreso medio para un hogar en la ciudad fue de $19.868 y el ingreso medio para una familia $27.820. Los hombres tuvieron un ingreso promedio de $26.117 contra $16.714 de las mujeres. El ingreso per cápita de la ciudad fue de $12.441. Cerca de 23,8% de las familias y 30,9% de la población estaban por debajo de la línea de pobreza, 38,6% de los cuales eran menores de 18 años y 18,7% mayores de 65.

## Historia
En 1852, un terreno en el área que ocupa la ciudad en la actualidad fue dada a la Little Rock and Memphis Railroad Company (Compañía del Ferrocarril de Little Rock y Memphis), siendo Robert Campbell Brinkley su presidente en ese entonces. 
La construcción de las líneas del tren entre Little Rock y Memphis provocó la creación de la ciudad de Brinkley. La ciudad fue trazada en el invierno de 1869 en tierras que pertenecían al ferrocarril.
Se solicitó la incorporación de Brinkley el 6 de agosto de 1872, cuando el pueblo contaba con 50 votantes. La ciudad fue incorporada oficialmente el 21 de agosto de ese año.

## Residentes y nativos notables
- Louis Jordan, músico
- Jerry Eckwood, antiguo jugador de la NFL